# Карл Дженкінсон
Карл Дженкінсон (англ. Carl Jenkinson, нар. 8 лютого 1992, Гарлоу, Англія) — англійський та фінський футболіст, захисник клубу «Бірмінгем Сіті», де перебуває в оренді з «Арсенаал».

## Клубна кар'єра
Народився в родині англійця і фінки. Вихованець футбольної школи клубу «Чарльтон Атлетик», в якій навчався з 2000 року.

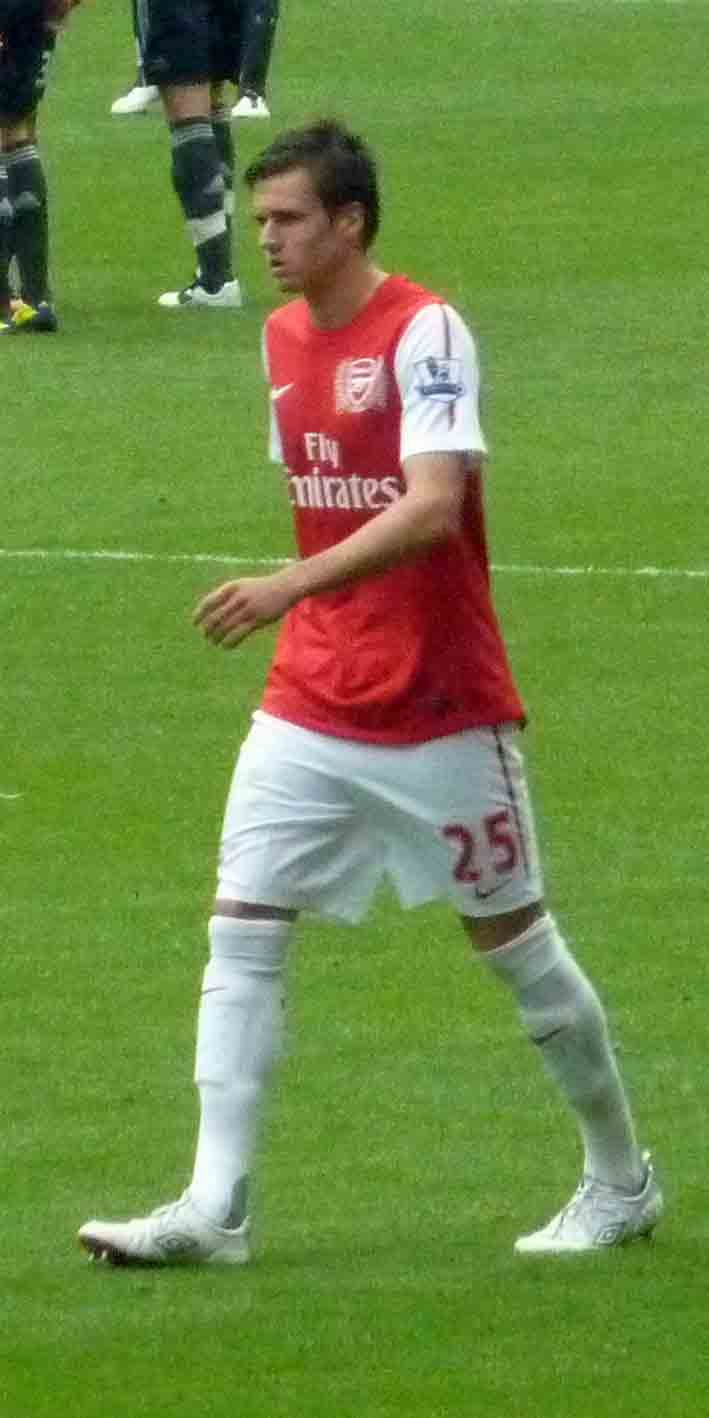
Карл Дженкінсон в складі «Арсеналу» 2011 року

2009 року підписав свій перший професійний контракт з лондонським клубом, але в основну команду так і не пробився, через що 2010 року вирушав у оренди в команду Національної конференції «Істборн Боро» і в команду Південної конференції «Веллінг Юнайтед».
У червні 2011 року підписав контракт з лондонським «Арсеналом». Незважаючи на те, що Дженкінсон перейшов на правах вільного агента, «каноніри» заплатили близько 1 мільйона фунтів як компенсацію за виховання. 16 серпня Дженкінсон дебютував в основному складі «Арсеналу», вийшовши на заміну у другому таймі матчу Ліги чемпіонів проти «Удінезе», замінивши травмованого Йогана Джуру. 20 серпня, в матчі проти «Ліверпуля», відбувся дебют Карла в англійській Прем'єр-лізі. Відтоді встиг відіграти за «канонірів» 34 матчі в національному чемпіонаті.

## Виступи за збірні
2008 року зіграв один матч у складі юнацької збірної Англії. Але після того вирішив виступати за країну своєї матері. 2010 року був капітаном юнацької збірної Фінляндії (до 19 років), за яку зіграв три матчі та забив один гол, а 2011 року провів один матч за молодіжну збірну Фінляндії.
Після впевненого старту сезону 2012/13, за який Дженкінсон удостоївся ряду позитивних оцінок, головний тренер збірної Англії Рой Годжсон всерйоз задумався про те, щоб включити Карла в заявку, проте у результаті на позиції правого захисника він віддав перевагу Глену Джонсону та Кайлу Вокеру. Після пошкодження, яке отримав Вокер, Годжсон збирався замінити його в заявці на Дженкінсона перед матчем зі збірною Польщі. Карл тренувався зі збірною, але через бюрократичну тяганину включити Карла в склад не вдалося.
14 листопада 2012 року, в матчі зі збірною Швеції (2:4), Дженкінсон дебютував у складі збірної Англії. Наразі цей матч залишається єдиним для гравця у формі збірної.

## Досягнення
«Арсенал»
- Володар Кубка Англії: 2013–14